# أمريكيون من أجل السلام الآن
أمريكيون من أجل السلام الآن هي منظمة يهودية غير حكومية وغير ربحية يقع مقرها في الولايات المتحدة الأمريكية وهدفها المعلن هو المساعدة في تحقيق حل سياسي شامل للصراع الإسرائيلي الفلسطيني، ويشغل هادر زاسكند منصب الرئيس التنفيذي الحالي لمنظمة أمريكيون من أجل السلام الآن.
تأسست منظمة أمريكيون من أجل السلام الآن في عام 1981 كمنظمة شقيقة لمنظمة السلام الآن التي تأسست في إسرائيل، وتصف منظمة أمريكيون من أجل السلام الآن نفسها بأنها منظمة يهودية أمريكية غير حزبية وغير ربحية مؤيدة لإسرائيل ومؤيدة للسلام، وتعتبر المُنظمة نفسها تتكلم بلسان اليهود الأمريكيين الذين يدعمون إسرائيل ويعرفون أن السلام وحده هو الذي يضمن أمن إسرائيل وازدهارها واستمرارها كدولة يهودية ديمقراطية.

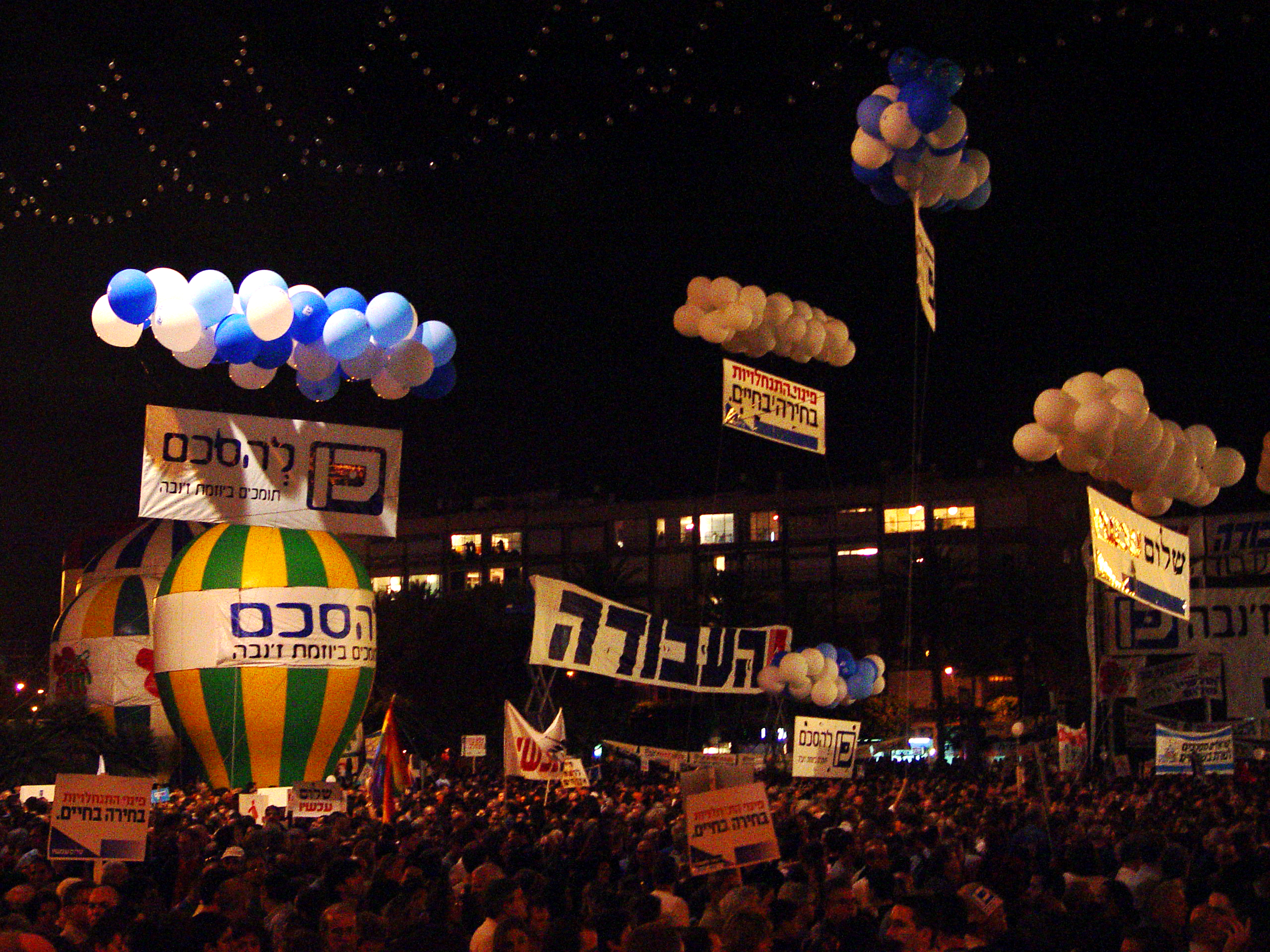
مظاهرة في تل أبيب لأعضاء في منظمة أمريكيون من أجل السلام الآن

أكدت منظمة أمريكيون من أجل السلام الآن أن جميع المواقف التي دافعت عنها منظمتي أمريكيون من أجل السلام الآن في الولايات المتحدة والسلام الآن في إسرائيل مثل الدعوة إلى إخلاء المستوطنات وإقامة دولة فلسطينية قابلة للعيش فيها أصبحت الآن حلولًا معترف بها ومقبولة من معظم اليهود الأمريكيين والإسرائيليين كمتطلبات أساسية للسلام وكشرط لضمان مستقبل آمن لإسرائيل.

## التاريخ
في عام 1978، كتب 348 ضابطًا من كبار ضباط الجيش الإسرائيلي رسالة إلى رئيس الوزراء الإسرائيلي مناحم بيغن يدعونه فيها إلى إقامة السلام بين إسرائيل ومصر. وجاء في رسالة الضباط أن سياسة الحكومة الإسرائيلية التي تفرض سيطرتها على مليون عربي يمكن أن تضر بالطابع اليهودي الديموقراطي للدولة، وتصعب على اليهود مهمة التعايش. مع مراعاة الاحتياجات الأمنية لإسرائيل والصعوبات التي تواجهها في طريق السلام، ومع هذا لا يمكن تحقيق الأمن الحقيقي إلا عندما يتحقق السلام. أدى هذا الالتماس الذي قدمه الضباط الإسرائيليون إلى تأسيس حركة السلام الآن، وهي حركة شعبية تأسست بهدف زيادة الدعم الشعبي لعملية السلام.
تأسست منظمة أمريكيون من أجل السلام الآن في عام 1981 بهدف دعم أنشطة منظمة السلام الآن الإسرائيلية. في البداية كانت المنظمة تُعرف باسم " رابطة أصدقاء السلام الآن الأمريكيين" ولكن اعتبارًا من عام 1989 غيرت المنظمة اسمها إلى الاسم الحالي. لعبت المنظمة دورًا هامشيًا فقط في الحياة اليهودية الأمريكية خلال حقبة الثمانينيات من القرن العشرين، إلّا أن أهميتها ازدادت خلال تسعينيات القرن العشرين، فأصبحت في عام 1992 تضم حوالي 10000 عضوًا موزعين على 21 فرع للمنظمة في جميع أنحاء الولايات المتحدة الأمريكية، ونتيجة لذلك فقد تم قبولها في مؤتمر رؤساء المنظمات اليهودية الأمريكية الكبرى، وتنامت أنشطة المنظمة لتشمل: التواصل الإعلامي والمراقبة، والعلاقات الحكومية، والتوعية العامة.

## الأنشطة والأهداف المعلنة
تعتبر منظمة أمريكيون من أجل السلام الآن نفسها بمثابة الصوت الذي يُعبر عن عموم اليهود الأمريكيين الذين يدعمون إسرائيل ويعرفون أن السلام وحده هو الذي سيضمن أمن إسرائيل وازدهارها واستمرارها كدولة يهودية ديمقراطية، كما تؤكد المنظمة أن المواقف التي دافعت عنها كل من منظمة أمريكيون من أجل السلام الآن في الولايات المتحدة الأمريكية ومنظمة السلام الآن في إسرائيل كالدعوة إلى إخلاء المستوطنات وإقامة دولة فلسطينية قابلة للعيش فيها أصبحت الآن معترف بها ومقبولة من معظم اليهود الأمريكيين والإسرائيليين كمتطلبات أساسية للسلام وكشرط لضمان مستقبل آمن لإسرائيل. عارضت منظمة أمريكيون من أجل السلام الآن حملات المقاطعة وسحب الاستثمارات وفرض العقوبات الاقتصادية على إسرائيل، وقد أصبحت منظمة أمريكيون من أجل السلام الآن عضو في مؤتمر رؤساء المنظمات اليهودية الأمريكية الكبرى.

### التوعية العامة
تمتلك منظمة أمريكيون من أجل السلام الآن موقعًا إلكترونيًّا نشطًا على شبكة الإنترنت يحتوي على الكثير من المعلومات والتعليقات وبيانات التضامن حول الأحداث الجارية المتعلقة بالصراع الإسرائيلي الفلسطيني. تقوم المنظمة برعاية وتنظيم الفعاليات والأنشطة وتشارك في الأحداث العامة، وترسل المتحدثين إلى المجتمعات في جميع أنحاء الولايات المتحدة الأمريكية لتعزيز قضية السلام. تنشر منظمة أمريكيون من أجل السلام الآن نشرة إخبارية أسبوعية على موقعها الإلكتروني حول الأحداث الجارية في إسرائيل ومنطقة الشرق الأوسط وتتضمن نشرتها الأسبوعية قسمًا خاصًّا حول الأسئلة الصعبة والإجابات الصعبة، وقسم بعنوان "الموجز التشريعي". كما تنشر منظمة أمريكيون من أجل السلام الآن تقرير إخباري يوميّ. وفي عام 2011، أصدرت منظمة أمريكيون من أجل السلام الآن كتابًا بعنوان "تشويه قضية الحدود لتقويض السلام الإسرائيلي الفلسطيني". وفي عام 2012، أصدرت مجموعة كتيبات مطبوعة وإلكترونية على شبكة الإنترنت كان من بينها كتيب بعنوان "يقولون، ونقول"، والذي يهدف إلى معالجة الحجج المشتركة المتعلقة بإسرائيل والصراع الإسرائيلي الفلسطيني. ونُشرت الطبعة الثانية من هذا الكُتيّب في أيلول (سبتمبر) عام 2014.

### الأهداف
كانت الأهداف المُعلنة لمنظمة أمريكيون من أجل السلام الآن تتلخّص فيما يلي:
- تثقيف الجالية اليهودية الأمريكية والجمهور الأمريكي العام حول الأهمّية الاستراتيجية والاقتصادية للأمن من خلال إقامة السلام في منطقة الشرق الأوسط.[10]
- تعزيز المشاركة النشطة للبيت الأبيض ووزارة الخارجية الأمريكية في دعم عملية السلام، وخاصة جهود الإدارة للتوسط في تفاهم مؤقت جديد بين الإسرائيليين والفلسطينيين، وتسهيل ترتيبات الحل النهائي التي توفق بين الأمن الإسرائيلي والدولة الفلسطينية، وتشجع المفاوضات بين إسرائيل وجيرانها.
- حثّ الكونجرس الأمريكي على دعم عملية السلام من خلال استمرار تقديم المساعدات لإسرائيل ومصر والأردن وفلسطين.
- نشر وعي واسع في الولايات المتحدة الأمريكية بفوائد برامج منظمة السلام الآن في إسرائيل.[10]
- توفير قاعدة مالية ثابتة لأنشطة كُل من منظمة أمريكيون من أجل السلام الآن ومنظمة السلام الآن.[9][10]